# Diana Bianchedi
Diana Bianchedi est une fleurettiste italienne née le 4 novembre 1969 à Milan.

## Carrière
Aux Jeux olympiques d'été de 1992 à Barcelone, elle décroche la médaille d'or de fleuret par équipe avec Giovanna Trillini, Margherita Zalaffi, Francesca Bortolozzi-Borella et Dorina Vaccaroni. Elle concourt aux Jeux olympiques d'été de 1996 à Atlanta où elle se classe neuvième de l'épreuve individuelle de fleuret.
Aux Jeux olympiques d'été de 2000 à Sydney, elle est sacrée championne olympique de fleuret par équipe avec Giovanna Trillini et Valentina Vezzali ; elle se classe aussi sixième en fleuret individuel.
Elle conquiert aussi cinq titres mondiaux par équipe en 1991, 1995, 1997, 1998 et 2001.
Après sa retraite sportive, elle est vice-présidente du Comité national olympique italien pendant cinq ans et est consultante de l'Agence mondiale antidopage.

## Palmarès
- Coupe du monde d'escrime
  -  Médaille d'argent au tournoi d'escrime de Marseille 1994